# Головчак сида
Головчак сида (Pyrgus sidae) — вид денних метеликів родини Головчаки (Hesperiidae).

## Поширення
Вид поширений в окремих районах Іспанії (Касерес, Сьєрра-де-Гредос), Франції (вздовж південного узбережжя), Італії (на західному узбережжі до Неаполя, в центральній частині Італії), Хорватії, на півдні Боснії та Герцеговини і Сербії, у Чорногорії та Македонії, в Північній Греції, Болгарії та Румунії. На схід ареал лежить через Туреччину до Ірану та Афганістану. На північний схід вид поширюється до Уральських гір в Росії. Вважається вимерлим видом в Угорщині та Словенії.
В Україні вид спостерігається Донецькій і Луганській областях та у Криму..

## Опис
Довжина крила 16-18 мм. Крила темно-сірого забарвлення з білими плямами. На нижній стороні заднього крила є дві оранжево-жовті перев'язі, облямовані чорними лініями.

## Спосіб життя
Степовий вид. Одне покоління в рік. Час льоту з кінця травня до кінця липня. Кормові рослини гусениць — перстач (Potentilla) і абутилон (Abutilon).